# George Henry Island
George Henry Island är en ö i Kanada.   Den ligger i territoriet Nunavut, i den östra delen av landet, 2 100 km norr om huvudstaden Ottawa. Arean är 6,5 kvadratkilometer.
Terrängen på George Henry Island är mycket platt. Öns högsta punkt är 60 meter över havet. Den sträcker sig 4,8 kilometer i nord-sydlig riktning, och 3,5 kilometer i öst-västlig riktning.